# Suszkawa
Suszkawa (biał. Сушкава; ros. Сушково, Suszkowo) – wieś na Białorusi, w obwodzie mińskim, w rejonie łohojskim, w sielsowiecie Krajsk. W 2019 roku liczyła 23 mieszkańców.